# كولوبرارو
كولوبرارو (بالإيطالية: Colobraro)‏ هي بلدية في مقاطعة ماتيرا في إقليم بازيليكاتا الإيطالي.

## السكان
في سنة 1861 بلغ عدد السكان 2٬580 نسمة، وتطور العدد ليصل في سنة 2011 لـ 1٬342 نسمة.
يظهر هذا المخطط البياني تطور النمو السكاني لـ كولوبرارو

## التاريخ
حسب أساطير السكان المحليين، يطلق الإيطاليين عليها لقب «المدينة الأكثر لعنً في أوروبا»، يولد فيها الأطفال بقلبين و3 من الرئة، تحدث بها هزات أرضية مفاجئة وتكثر بها حوادث السيارات، وبالرغم من ذلك لم تتأثر سياحتها كثيرًا بكل ذلك، بل على العكس تماما كل صيف يقام مهرجان لجذب السياح محاولة لكشف تاريخ المدينة القديم، ويتم سرد حكايات المدينة مع السحر.
قصة اللعنة قديمة قدم المدينة نفسها، بل ومرتبطة باسمها المشتق من اللاتينية الذي يعني «الحنش» أي الثعبان، والذي يعتقد أنه تجسيدًا للشر، ويعتقد سكان المدينة أن محامي وساحرة كانوا سبب جلب هذه اللعنة في النصف الأول من القرن العشرين.
ويروى أن بياجيو فيرجيليو، أحد المحاميين الأثرياء الذي لم يخسر قضية أبدًا في حياته، يومًا ما في المحكمة قال «إذا كان كلامي غير صحيح فلتسقط هذه الثريا الآن» وبالفعل سقطت الثريا ولم يسجل أي إصابات، لكن أعتقد السكان أنه «طالع سيء»، وربطوا بينه وبين كل شيء سلبي يحدث في المدينة منذ ذلك اليوم.
و ادعى عالم إنثربيولوجي زار مدينة كولوبرارو بحثًا عما يثبت وجود تلك اللعنة من عدمها، أنه اصطدم بسيدة كبيرة في العمر تملئ التجاعيد وجهها الذي احترق من شدة الشمس، وبعد ذلك تعرض هو وفريق بحثه ضحية حوادث غامضة.